# Arenys de Mar
Arenys de Mar település Spanyolországban, Barcelona tartományban. Lakosainak száma 16 642 fő (2024). Arenys kikötője sok éven át az egyetlen kikötő volt Barcelona északi partján. A tengerig lefutó dombok által körülvett strandokról kilátás nyílik a szomszédos Costa Brava partjára.

## Gazdaság
Arenys a megye székhelye. A halászat és a kapcsolódó iparágak jelentik a város fő gazdasági tevékenységét. Két ipari zóna fejlesztése folyik állami és magánbefektetők támogatásával. A mezőgazdaság hanyatlásnak indult, de a gyümölcs- és zöldségtermesztés továbbra is virágzik.

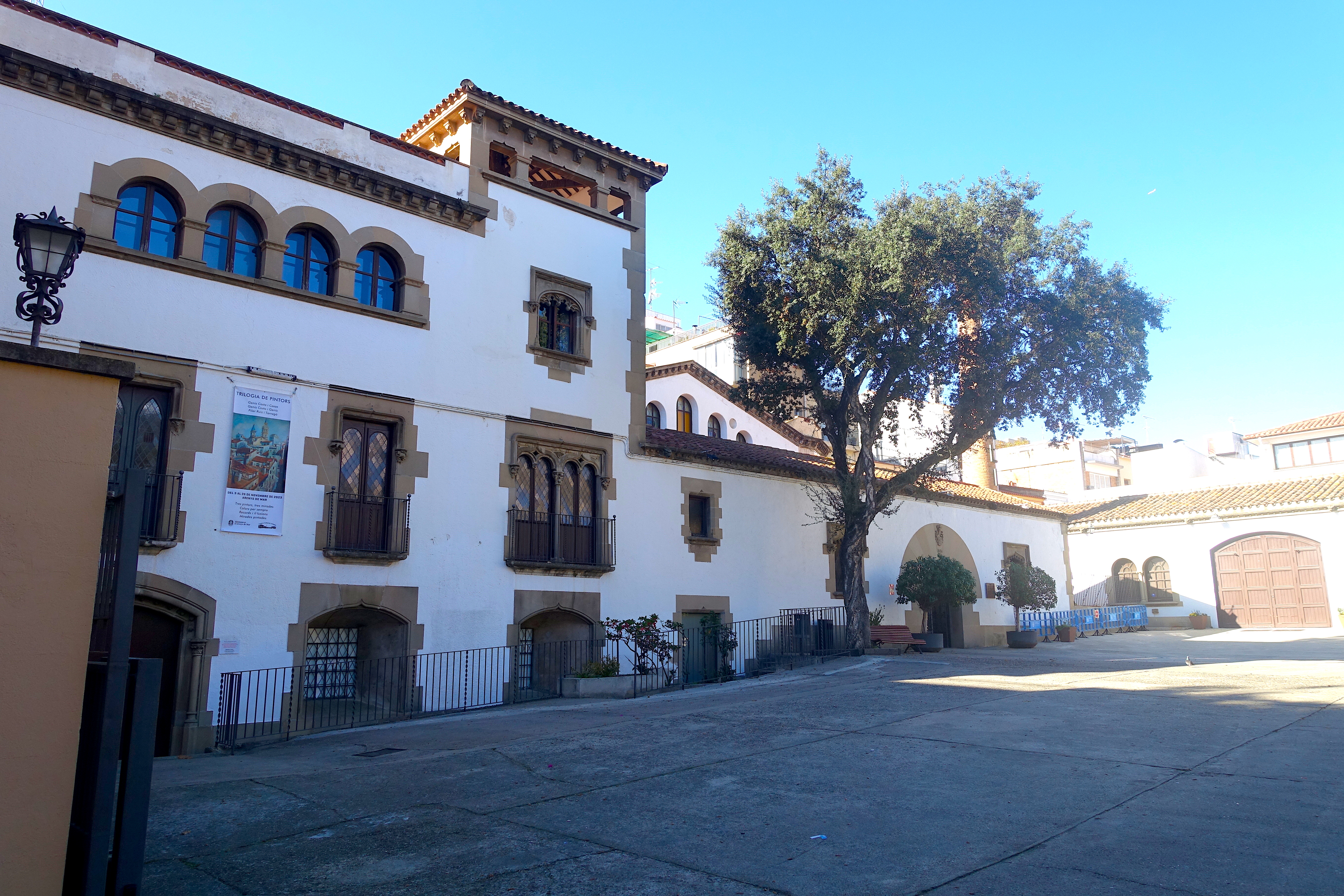
Calisay Arenys de Mar

A halászat és a kikötő körül kialakult különböző kapcsolódó iparágak a város gazdasági tevékenységének jelentős részét teszik ki. A kikötő a Maresme legfontosabb kikötője, és gyakorlatilag a régió teljes halászflottája itt található. Minden délután, amikor a hajók visszatérnek, halárverés zajlik. A kikötőben bőséges hely áll rendelkezésre a jachtok számára. Nyáron sok vitorlás hajó horgonyoz le itt mediterrán útja során. A hajógyár továbbra is fontos helyi iparág.
A Riera (a kiszáradt, fedetlen folyómeder) a kereskedelmi központ és az összes helyi tevékenység központja. A szecessziós épületben található piac minden reggel és péntek délután nyitva tart. Belül nyüzsögnek az emberek és folyamatos a pörgés. Szombat reggelenként a kereskedelmi nyüzsgés a Rierába költözik, ahol heti utcai piacot tartanak. Két falusi fesztivált rendeznek Szent Zenon (július 9.) és Szent Roc (augusztus 16.) tiszteletére, és egy nagy vásárt tartanak Szent Johanna napján (június 24.).
Arenys de Mar rendelkezik egy gimnáziummal, egy baromfitenyésztési mezőgazdasági iskolával, egy zeneiskolával és különböző iskolákkal, ahol a régi csipkekészítés mesterségét tanítják.

## Földrajza
Arenys de Mar Arenys de Munt, Canet de Mar, Caldes d’Estrac és Sant Vicenç de Montalt községekkel határos.

## Megközelítése
A település Barcelona felől a Barcelona–Mataró–Maçanet-Massanes-vasútvonalon közelíthető meg a RENFE/Rodalies de Catalunya R1 elővárosi járataival.

## A város híres szülöttei
- Fidel Fita i Colomer,  a Royal Academy of History of Spain igazgatója
- Josep Xifré i Casas,  üzletember
- Maurici de Sivatte i de Bobadilla (1901–1980), politikus
- Jaime Partagás y Ravell, a hasonló nevű szivarmárka alapítója
- Salvador Espriu (1913–1985), poet.
- Fèlix Cucurull i Tey, író, politikus, történész
- Lluís Danés (1972–), filmrendező
- Cesc Fàbregas (1987–), labdarúgó
- Sergi Gomez (1992–), labdarúgó

## Testvértelepülések
- Auterive

## Népesség
A település lakosságának változását az alábbi diagram mutatja:
| Lakosok száma | 1245 | 4591 | 5896 | 6665 | 10 204 | 13 428 | 14 627 | 15 307 | 15 776 | 16 642 |
|               | 1717 | 1887 | 1936 | 1960 | 1986   | 2004   | 2009   | 2014   | 2019   | 2024   |